# Rafael Rodriguez Medina
Rafael Rodriguez Medina (1956. december 12. –) salvadori nemzetközi labdarúgó-játékvezető.

## Pályafutása

### Nemzeti játékvezetés
A küldési gyakorlat szerint rendszeres 4. bírói, illetve alapvonalbírói szolgálatot is végzett. Az I. Liga játékvezetőjeként 2000-ben vonult vissza.

### Nemzetközi játékvezetés
A Francia labdarúgó-szövetség Játékvezető Bizottsága (JB) terjesztette fel nemzetközi játékvezetőnek, a Nemzetközi Labdarúgó-szövetség (FIFA) 1988-tól tartotta nyilván bírói keretében. A FIFA JB központi nyelvei közül a spanyolt beszéli. Több nemzetek közötti válogatott és klubmérkőzést vezetett, vagy működő társának partbíróként, majd 4. bíróként segített. A nemzetközi játékvezetéstől 2000-ben búcsúzott.

#### Labdarúgó-világbajnokság
A világbajnoki döntőkhöz vezető úton Olaszországba a XIV., az 1990-es labdarúgó-világbajnokságra, Amerikai Egyesült Államokba a XV., az 1994-es labdarúgó-világbajnokságra, illetve Franciaországba a XVI., az 1998-as labdarúgó-világbajnokságra a FIFA JB játékvezetőként alkalmazta. Selejtező mérkőzéseket a CONCACAF zónában vezetett.

##### 1990-es labdarúgó-világbajnokság

###### Selejtező mérkőzés
| Időpont          | Helyszín                 | Mérkőzés típusa         | Mérkőzés          | Eredmény |
| ---------------- | ------------------------ | ----------------------- | ----------------- | -------- |
| 1988. július 17. | Városi Stadion, Alajuela | előselejtező (első kör) | Costa Rica–Panama | 1 – 1    |

##### 1994-es labdarúgó-világbajnokság

###### Selejtező mérkőzés
| Időpont           | Helyszín                  | Mérkőzés típusa                   | Mérkőzés            | Eredmény |
| ----------------- | ------------------------- | --------------------------------- | ------------------- | -------- |
| 1992. november 8. | Nemzeti Stadion, San José | előselejtező (2. kör; A. csoport) | Costa Rica–Honduras | 2 – 3    |

##### 1998-as labdarúgó-világbajnokság

###### Selejtező mérkőzés
| Időpont              | Helyszín                      | Mérkőzés típusa                     | Mérkőzés                                     | Eredmény | Nézők száma |
| -------------------- | ----------------------------- | ----------------------------------- | -------------------------------------------- | -------- | ----------- |
| 1996. június 2.      | Nemzeti Stadion, Belize város | előselejtező (első kör; F. csoport) | Belize–Panama                                | 1 – 1    | 2000        |
| 1996. szeptember 15. | Arnos Vale Stadion, Kingstown | előselejtező (3. kör; 3. csoport)   | Saint Vincent és a Grenadine-szigetek–Mexikó | 0 – 3    | 1600        |
| 1996. november 24.   | Memorial Stadion, Los Angeles | előselejtező (3. kör; 1. csoport)   | Guatemala–Costa Rica                         | 0 – 3    | 22 697      |

#### Női labdarúgó-világbajnokság
Kína rendezte az első, az 1991-es női labdarúgó-világbajnokságot, ahol a FIFA JB játékvezetőként foglalkoztatta. A tornán férfi és női játékvezetők teljesítettek szolgálatot. Partbíróként is kapott feladatot. Három mérkőzésen 2. pozíciós küldésben részesült. Világbajnokságon vezetett mérkőzéseinek száma: 3.

##### 1991-es női labdarúgó-világbajnokság

###### Világbajnoki mérkőzés
| Időpont            | Helyszín                 | Mérkőzés típusa              | Mérkőzés             | Eredmény | Nézők száma |
| ------------------ | ------------------------ | ---------------------------- | -------------------- | -------- | ----------- |
| 1991. november 17. | Városi Stadion, Jiangmen | csoportmérkőzés (C. csoport) | Németország–Nigéria  | 4 – 0    | 14 000      |
| 1991. november 21. | Városi Stadion, Jiangmen | csoportmérkőzés (C. csoport) | Tajvan–Nigéria       | 0 – 3    | 14 000      |
| 1991. november 24. | Városi Stadion, Jiangmen | egyik negyeddöntő            | Norvégia–Olaszország | 0 – 3    | 13 000      |

#### CONCACAF-aranykupa
Amerika három nagyvárosa adott otthont az 5., a 2000-es CONCACAF-aranykupa labdarúgó tornának, ahol az Észak- és Közép-amerikai, Karibi Labdarúgó-szövetségek Konföderációja (CONCACAF) JB bíróként vette igénybe szolgálatát.

##### 2000-es CONCACAF-aranykupa

###### CONCACAF-aranykupa mérkőzés
| Időpont           | Helyszín                    | Mérkőzés típusa              | Mérkőzés                  | Eredmény | Nézők száma |
| ----------------- | --------------------------- | ---------------------------- | ------------------------- | -------- | ----------- |
| 2000. február 13. | Qualcomm Stadion, San Diego | csoportmérkőzés (C. csoport) | Mexikó–Trinidad és Tobago | 4 – 0    | 22 131      |
| 2000. február 23. | Qualcomm Stadion, San Diego | egyik elődöntő               | Kolumbia–Peru             | 2 – 1    | 3402        |